# رئاسة أسقفية قرطاج
رئاسة أسقفية قرطاج (باللاتينية : Archidioecesis Carthaginensis) هو منصب أسقفي في الكنيسة الكاثوليكية، الموجود ترابيّا سابقا والشرفي حاليّا، ويقع في مدينة قرطاج في شمال أفريقيا (اليوم في تونس).

## التاريخ
ووفقًا للتقليد الكنسي، فإن القديس بطرس بعد وصوله لروما، جاء في زيارة للوعظ في قرطاج وترك بها كأول أسقف : القديس كريسكيس، وبذلك تأسست أسقفية قرطاج في حوالي منتصف القرن الأول، وهو أحد الرسل السبعين ومن تلاميذ القديس بولس وقد ذُكر في الرسالة إلى تيموثاوس (4 : 10)، لينتقل بعدها إلى بلاد الغال مؤسسا أسقفة فيين بها. تذكر مصادر أخرى أن الرسول سمعان القانوي والرسول متى بشّرا بشمال إفريقيا إلا أنه لا يُذكر أن أحدا منهما كان أسقفا لقرطاج. القديس أبينتوس أحد الرسل السبعين ومن تلاميذ القديس بولس يُذكر في قائمتي دوروثاوس وهيبوليتوس للرسل السبعين أنه أسقف قرطاج، وهو بلا شك ثاني أسقف لها بعد القديس كريسكيس، وقد ذُكر في الرسالة إلى أهل روما (16 : 5).
في القرن الثاني تم تدوين أول النصوص التي تتحدث عن المسيحية الإفريقية وذلك في أعمال شهداء سيليوم والذين كان يترأسهم سبارتوس أسقف قرطاج وقد تم استشهادهم بقرطاج يوم 17 يوليو من سنة 180 للميلاد، وفي نهاية القرن الثاني ابتدأ ترتليانوس أحد الكهنة بمدينة قرطاج بتدوين أولى نصوص الأدب الكنسي اللاتيني المحلي.
في مستهل القرن الثالث، عرفت الكنيسة مجموعة من الشهداء أهمه القديستين بربتوا وفيليسيتاس وأتباعهما.